# 捕食-被食関係
捕食-被食関係 (ほしょく-ひしょくかんけい) は、共生のひとつである。食う食われるの関係とも言う。

## 概論
一つの生物群集に含まれる生物の種間に見られる関係にはさまざまなものがあるが、あるものが他のものに食われる、という関係は、基本的な関係のうちのひとつである。植物は互いにそのような関係を持つことはないが、動物はすべて他のものを食うものである。植物を食べるもの、動物を食べるものと、それぞれさまざまである。植物は独立栄養であり、栄養を光合成で生産できるので、この関係には深く関わらないように見える。しかし、植物の生産物は、生きて食われるか、さもなければ死んで後に食われて、最終的には他の生物に受け渡される。動物はすべて食うものであり、同時に、その多くは他のものに食われる可能性がある。
一般社会では、往々にして「食うか食われるか」という言葉が使われ、それが自然界のあり方であるかのように言われることがある。この言葉は、甲と乙という動物があれば、甲が乙を食うこともあれば、乙が甲を食うこともあるのだとの意味であるが、そのような関係が自然界で見られることは、皆無とは言わないまでも、普通ではない。多くの場合、甲が乙を食うならば、乙が甲を食う可能性はなく、乙が食うのは丙という別の生き物である。すなわち、食う食われるの関係をつなげると、一方向にならぶ鎖を見ることになる。これを食物連鎖と呼ぶ。実際にはある動物が餌とする生き物は一種類ではない場合が多いので、食う食われるの関係をすべて拾い上げれば、互いに交錯した網目となるので、これを食物網と言う。
条件によって、窮鼠が猫を噛むように捕食-被食関係の逆転が起きる場合がある。

## 歴史
生物群集において、捕食-被食関係が重要であることを、最初に指摘したのはチャールズ・エルトンである。彼はこれをもとに生物群集の中の構造として食物連鎖の重要性などを取り上げ、動物生態学の新しい方向を示したと言える。
種間関係としての捕食-被食関係については、ロトカとヴォルテラの理論研究、ガウゼの原生動物を用いた実験などが初期の仕事として知られている。
また、カナダの毛皮商に持ち込まれた毛皮の統計から導き出された、ユキウサギとオオヤマネコの個体数のデータが発表された。これは、その両者がほぼ同調してはっきりとした増減の波を描いている事で注目をあびた。このデータは、後に述べる捕食者と被食者の相互作用による増減の波を示したものとの見解もあったが、そう考えるには無理がある点もあり、他方で、そのはっきりとした周期的変動にも注意が集まった。ほぼ十一年周期であり、これを説明するために太陽黒点説から始まり、果てはカオス的変動説に至るまで、様々な解釈がある。

## 理論的モデル
捕食-被食関係を数学的モデルにしたものにロトカ＝ヴォルテラの方程式がある。これは、次のような形の微分方程式で示される。
ここで、種1が被食者、2が捕食者である。被食者の個体数の成長率(dN1/dt)は、固有の成長率r1による増加分から食われた数を引いたものである。食われた数は捕獲率Pと両者の個体数で決まる。
{\displaystyle {\frac {dN_{1}}{dt}}=r_{1}\cdot N_{1}-P\cdot N_{1}\cdot N_{2}}
他方で、捕食者の個体数N2は、捕らえ得た獲物の量によってその増加が決まり、固有の死亡率によって減少する。
{\displaystyle {\frac {dN_{2}}{dt}}=a\cdot P\cdot N_{1}\cdot N_{2}-d_{2}\cdot N_{2}}
ただし、aは確保できた餌による増加の効率、d2は種2の固有死亡率である。
この式から期待される捕食者と被食者の個体数の挙動は以下のような三つのパターンになる。
1. 捕食者が被食者を食い尽くして全滅する。
2. 捕食者が被食者を食えずに全滅する。
3. 捕食者と被食者の数が振動する。

最後の場合は、捕食者が被食者を食い、被食者が減ると、捕食者は餌がなくて死ぬ。捕食者が減れば被食者が増える。被食者が増えれば次第に捕食者も増える。捕食者が増えれば…を繰り返すものである。自然界ではおおかたの生物は一応は恒常的に平衡がとれているものと考えられている以上、第一、第二のシナリオはあり得ない。それに、第三のシナリオはいかにも魅力的である。

## 実験的研究
このことを実験で確かめる試みが何度かなされている。しかし、この通りの結果が出ることは少ない。有名な実験の一つに、ガウゼが行なったゾウリムシとその捕食者である同じ繊毛虫のディディニウム（Didinium、シオカメウズムシ）を使ったものがある。水槽にゾウリムシを繁殖させ、ここにディディニウムを投入すると、ディディニウムはあっと言う間にゾウリムシを食べ尽くして全滅する。そこで、水底にゾウリムシの隠れ場を用意すると、今度はディディニウムは外のゾウリムシを食べ尽くした時点で、それ以上ゾウリムシを捕まえられなくなって全滅した。彼はこの二種がある程度共存できる条件を探したが、それに近い結果が得られたのは、定期的にゾウリムシを追加した場合だけであった。
他方、野外で見られる簡単な系においては、捕食者と被食者が、先に述べたような増減を繰り返しながらも平衡を保つ例は知られている。多くの場合それらは耕作地等人工的環境の昆虫などであって、そのようなものではほぼ一対一で捕食-被食関係をもっている。つまり、その被食者を食う種がその捕食者のみ、その捕食者の食う餌はその被食者だけ、という形である。本当の野外ではこのような関係だけが存在することは珍しいはずである。
先の実験結果から考えられる一つの判断は、野外においても捕食者が被食者を食い尽くすのは実はありふれたことであって、局所的にはそれが起こっていることだ、というものである。つまり、野外においては被食者の生息地は小さなパッチ状になっているのに違いなく、個々のパッチに天敵が入り込めば、そこで殲滅戦が行なわれるが、多数のパッチが生き残り、また新たなパッチが作られることで平衡が保たれている、というものである（メタ個体群を参照）。
もう一つの、野外での違いは、野外では、恐らく捕食-被食関係がより複雑で、より流動的であることである。多くの被食者は、複数の天敵を持つし、捕食者は、昆虫の一部を除けば、一種のみを餌とすることは少ない。そのうえ、ある小動物が大発生すれば、周囲の捕食者は皆それをねらうことになる。結果として、捕食者の餌のリストは、その捕食者の好みよりは、その時の餌動物の密度次第となることがあるのも知られている。